# دانشگاه جدید لیسبون
دانشگاه جدید لیسبون (به پرتغالی: Universidade Nova de Lisboa) که آن را به نام‌های دانشگاه Nova یا UNL هم می شناسند در سال ۱۹۳۷ در شهر لیسبون، پایتخت کشور پرتغال تأسیس شد. این دانشگاه از سال ۲۰۰۶ توسط QS World University Rankings بین ۵۰۰ دانشگاه برتر جهان طبقه بندی شده‌است.

## تاریخچه

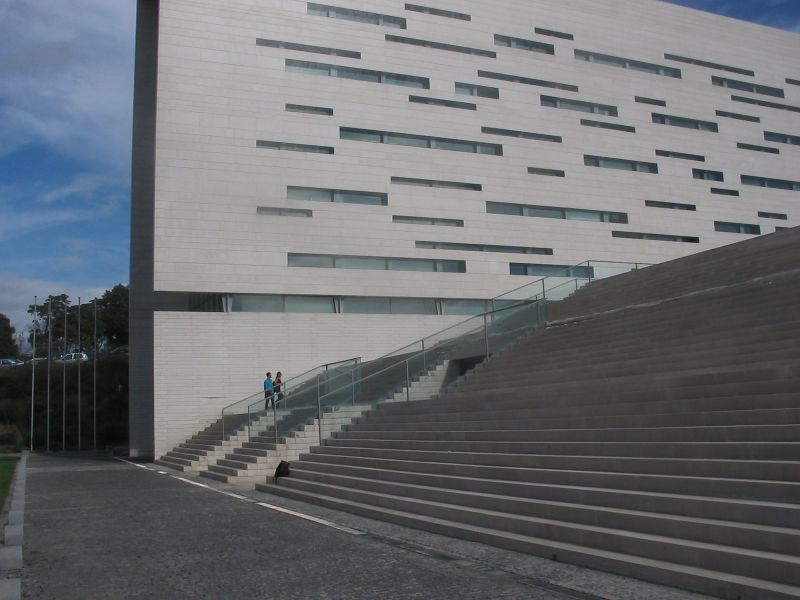
ساختمان مدیریت دانشگاه جدید لیسبون

دانشگاه جدید لیسبون در سال ۱۹۷۳ با هدف توسعه آموزش عالی پرتغال تأسیس شد تا پاسخگوی افزایش تقاضای تحصیل در مقطع عالی در شهر لیسبون و شهرهای اطراف آن باشد.

## دانشکده ها
دانشکده‌های دانشگاه جدید لیسبون رشته‌های متنوعی را در مقاطع کارشناسی، کارشناسی ارشد، دکترا، و فوق دکترا ارائه می‌دهد
- دانشکده علم و صنعت
- دانشکده علوم انسانی و اجتماعی
- دانشکده علوم پزشکی
- دانشکده اقتصاد
- دانشکده حقوق
- موسسه آمار و مدیریت اطلاعات
- موسسه شیمی و مهندسی پزشکی
- موسسه بهداشت
- بیمارستان آموزشی-خدماتی بهداشت ملی